# Уэддей, Гукуни
Гукуни Уэддей (фр. Goukouni Oueddei (Weddeye), 1944) — президент Чада в 1979—1982 годах.

## Биография

### Гражданская война
Родился в семье Уэддея Кичидеми, духовного лидера (дерде) народа теда, населявшего нагорье Тибести, представитель мусульманского севера страны.
В конце 1960-х годов вступил в Фронт национального освобождения Чада (ФРОЛИНА), ставивший своей целью борьбу с режимом президента Ф. Томбалбая. В 1970 возглавил Народные вооруженные силы (НВС, FAP), движение, соперничавшее в этой борьбе с Вооруженными силами Севера (ВСС, FAN) Хиссена Хабре. НВС поддерживалось Ливией во главе с М. Каддафи. Его оппонент, Хиссен Хабре, также северянин и представитель народа теда, отвергал вмешательство Ливии и поддерживался Суданом.
В 1975 году Ф. Томбалбай был убит в результате государственного переворота, чем немедленно воспользовалась Ливия, ещё в 1973 году начавшая боевые действия в полосе Аузу в пустыне на границе с Чадом. В 1976 году Ливия оккупировала этот регион, положив начало полномасштабному конфликту с Чадом. Конфликт сопровождался гражданской войной в самом Чаде, между различными фракциями, имевшими поддержку США, Франции и Ливии. При этом сам Г. Уэддей рассматривал режим Томбалбая как инструмент внешней политики Франции для вмешательства во внутренние дела Чада.
При поддержке главы Ливии Муамара Каддафи в 1978 году Уэддею удалось вытеснить войска Хабре из северного Чада и установить контроль над севером страны. В совместном наступлении вместе с другой группой, пользовавшейся поддержкой Ливии, Армией Вулкан, силы Уэддея быстро продвигались на юг к столице страны Нджамене. Оказавшись фактически в безнадёжном положении, президент Чада генерал Феликс Маллум обратился за помощью к Франции, и прибывшим французским войскам удалось остановить наступление северян.
Как следствие этого наступления, Маллум и Хабре заключили союз, по которому Хабре стал премьер-министром страны. Однако противоречия между Маллумом, представлявшим юг, и Хабре, представлявшим север, были слишком сильны, и уже в феврале 1979 года в Нджамене и вокруг неё начались вооружённые столкновения между силами Маллума и Хабре. В результате южане по призыву своего лидера, полковника Абделькадара Камуге, массово бежали из Нджамены на юг страны, и центральная администрация Чада перестала существовать. Север по-прежнему находился под контролем Уэддея и ФРОЛИНА. В ноябре 1979 года, после длительных международных усилий, в Нджамене было образовано коалиционное правительство, включавшее как южан, так и северян (не менее десяти фракций). Президентом страны стал Гукуни Уэддей, вице-президентом — Абделькадар Камуге, Хиссен Хабре получил пост министра обороны.

### Президент Чада
Уже через несколько месяцев уличные бои в Нджамене возобновились, при этом силы Хабре воевали против проливийских фракций. Бои продолжались в течение нескольких месяцев, в результате чего около половины населения Нджамены бежало в соседний Камерун. В декабре 1980 года ливийские войска с участием танков и тяжёлой артиллерии вытеснили силы Хабре из столицы, а сам Хабре вынужден был бежать в Судан.
С самого начала Уэддея рассматривали как ливийскую марионетку, а его возможности внутри страны были крайне ограничены, так как он представлял лишь малую часть политических сил.
В январе 1981 года Гукуни Уэддей совершил государственный визит в Триполи, по окончании которого Каддафи объявил, что Ливия и Чад намерены объединиться в единое государство под названием «Исламская республика Сахель». В то время как для Ливии, находившейся в международной изоляции, такое объединение было бы способом политически закрепить свои военные успехи, в Чаде сообщение об объединении было воспринято крайне негативно всеми политическими силами, боявшимся как возрождения многолетнего доминирования арабов в регионе, так и, в случае христиан, установления исламского государства. Соседние африканские страны также высказались в достаточно резком тоне, и Каддафи вынужден был фактически денонсировать решение. Впоследствии он потерял интерес к делам Чада и в 1982 году, надеясь улучшить своё внешнеполитическое положение, после года оккупации вывел ливийские войска из Нджамены. 
Сразу после этого войска Хабре, которые находились в Судане и пользовались военной и финансовой поддержкой США и Египта, перешли границу. 7 июня Вооружённые силы Севера под командованием Хабре взяли Нджамену. Гукуни Уэддей бежал в Ливию.

### После свержения
В 1983 году вернулся в Чад и возглавил партизанское движение с целью свержения Хабре, поддерживаемое Ливией. Была сделана попытка урегулирования, в ходе которой Уэддей потребовал принятия новой конституции и либерализацию деятельности политических партий. Хабре отказался, и урегулирование не состоялось.
В октябре 1986 года ливийская полиция арестовала Уэддея, ранив его при аресте. В феврале 1987 года он покинул Ливию и отправился в Алжир. С тех пор он продолжает жить в изгнании в Алжире.
17 апреля 2007 года встретился с действующим президентом Чада, Идрисом Деби, чтобы обсудить пути выхода из идущей в стране гражданской войны. Встреча состоялась в столице Габона Либревиле. Однако уже 19 апреля лидеры двух групп восставших отклонили предложение Г. Уэддея о посредничестве.
Когда в 2021 году Идрис Деби умер, власть перешла к его сыну Махамату Деби, который начал национальный диалог. Г. Уэддей возглавил технический комитет, ответственный за обеспечение участия военно-политических групп в переговорах. Однако в марте 2022 был отстранён от работы вместе со всем комитетом.
В 2019 году опубликовал мемуары «Боец. Жизнь ради Чада» (Combattant, une vie pour le Tchad).